# Các trận đánh trong Nội chiến Hoa Kỳ

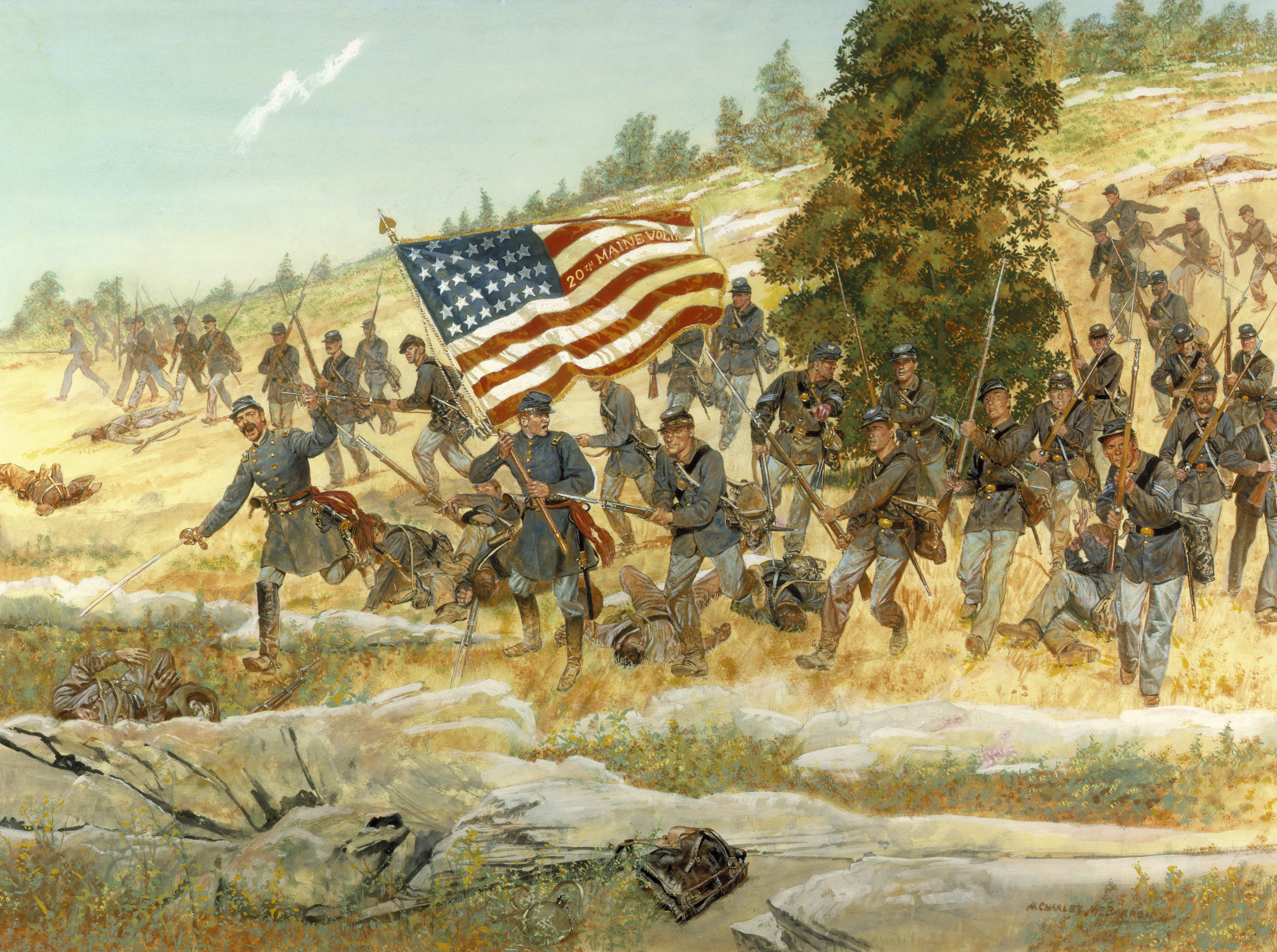
Quân Liên bang miền Bắc xung phong

Trong 4 năm của cuộc Nội chiến Hoa Kỳ quân Liên bang miền Bắc và quân Liên minh miền Nam đánh nhau trong nhiều trận lớn nhỏ tại nhiều nơi. Sau đây là danh sách các trận đánh theo thứ tự thời gian.
Xem thêm: 
- Mặt trận miền Đông
- Mặt trận miền Tây.
- Diễn tiến các trận đánh quan trọng của Nội chiến Hoa Kỳ.

## Danh sách Các trận đánh trong Nội chiến Hoa Kỳ

### 1861

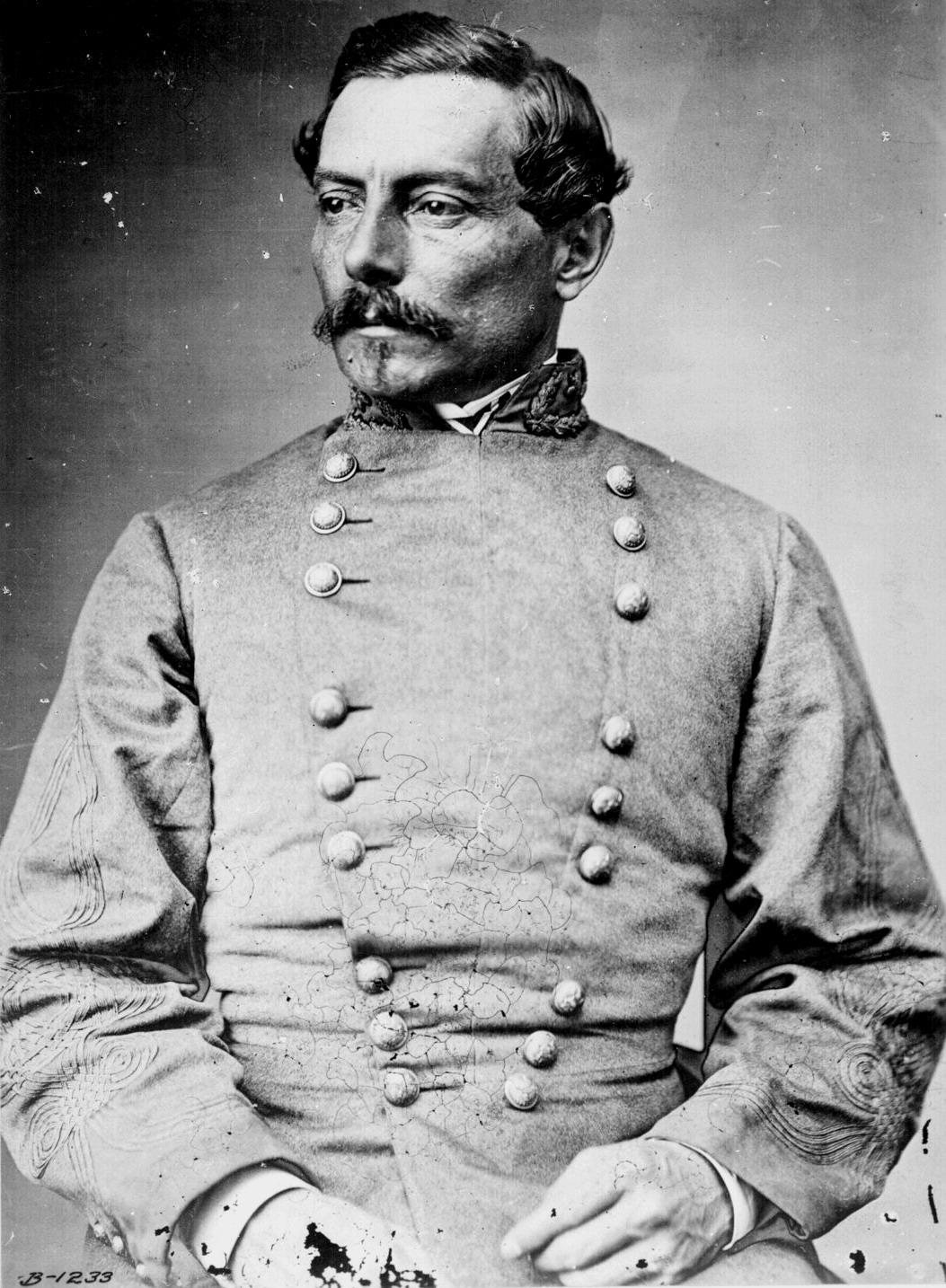
P.G.T. Beauregard

- Trận đồn Sumter - 12 tháng 4 - P.G.T. Beauregard tấn công đồn của Liên bang tại cảng Charleston, Nam Carolina, trận mở màn của Nội chiến Hoa Kỳ.
- Trận Sewell's Point - 15 tháng 5 – 16 tháng 5 - Tàu chiến Quân miền Bắc chiến đấu bất phân thắng bại với pháo binh Quân miền Nam.
- Trận Aquia Creek - 29 tháng 5 – 1 tháng 6 - Pháo binh Quân miền Nam bị hải quân bắn nát, phải rút lui.
- Trận Philippi Races - 3 tháng 6
- Trận Big Bethel - 10 tháng 6 - Quân miền Bắc tấn công Quân miền Nam nhưng bị đẩy lui.
- Trận Boonville - 17 tháng 6 - Quân miền Bắc đánh bại Vệ binh Missouri.
- Trận Cole Camp - 19 tháng 6 - Quân miền Nam (Vệ binh Missouri) đánh bại Quân miền Bắc (Missouri Home Guard).
- Trận Hoke's Run - 2 tháng 7 - Robert Patterson đánh bại Quân miền Nam nhưng không lợi dụng được thế thắng.
- Trận Carthage - 5 tháng 7 - Quân miền Nam chiến thắng tại Missouri.
- Trận Rich Mountain - 11 tháng 7 - Quân miền Nam bị cắt đôi trong trận đánh, nửa đầu hàng, nửa bỏ trốn.
- Trận Blackburn's Ford - 18 tháng 7 - Irvin McDowell thất trận tại Manassas.
- Trận Bull Run thứ nhất - 21 tháng 7 - Quân miền Bắc do McDowell chỉ huy thua Quân miền Nam của Joseph E. Johnston và P.G.T. Beauregard. Tướng Jackson được ban biệt hiệu "Stonewall" (bức tường đá).
- Trận Athens - 5 tháng 8 - Quân miền Bắc chiến thắng các trận nhỏ vùng Missouri.
- Trận Wilson's Creek - 10 tháng 8 - Quân miền Bắc thua, trận chiến lớn đầu tiên tại phía tây sông Mississippi.
- Trận Kessler's Cross Lanes - 26 tháng 8 - Quân miền Nam tấn công bất ngờ và đánh bại Quân miền Bắc.
- Trận Hatteras Inlet Batteries - 28 tháng 8 – 29 tháng 8 - Quân miền Bắc chiếm đoạt 2 đồn lính tại Bắc Carolina.
- Trận Dry Wood Creek - 2 tháng 9 - Kỵ binh miền Bắc từ Kansas thua Vệ binh Missouri.
- Trận Carnifex Ferry - 10 tháng 9 - Quân miền Nam rút lui sau nhiều giờ chiến đấu.
- Trận Cheat Mountain - 12 tháng 9 – 15 tháng 9 - 300 lính miền Bắc ngăn chận các đợt tấn công của Quân miền Nam.
- Trận Lexington thứ nhất - 13 tháng 9 – 20 tháng 9 - Quân miền Bắc thua Vệ binh Missouri.
- Trận Liberty - 17 tháng 9 - Vệ binh Missouri chiến thắng.
- Trận Greenbrier River - 3 tháng 10 - Quân miền Nam rút lui sau trận chiến bất phân thắng bại.
- Trận Santa Rosa Island - 9 tháng 10 - Quân miền Bắc chiếm đoạt đảo Santa Rosa Island.
- Trận Ball's Bluff - 11 tháng 10 - 700 Quân miền Bắc chiến thắng.
- Trận Camp Wild Cat - 21 tháng 10 - Quân miền Nam bị đuổi khỏi Cumberland Gap.
- Trận Fredericktown - 21 tháng 10 - Vệ binh Missouri State Guard bị đánh bại.
- Trận Springfield thứ nhất - 25 tháng 10 - Quân miền Bắc chiếm đoạt thành phố.
- Trận Belmont - 9 tháng 11 - Tướng Grant chiếm đoạt lương thực tiếp viện và tiêu diệt Quân miền Nam gần Cairo, Illinois
- Trận Round Mountain - 19 tháng 11 - Quân miền Nam đánh bại Opothleyahola gần Stillwater ngày nay.
- Trận Chusto-Talasah - 9 tháng 12 - Opothleyahola thất trận gần Tulsa ngày nay.
- Trận Camp Alleghany - 13 tháng 12 - Quân miền Nam phá tan cuộc tấn công của Quân miền Bắc.
- Trận Dranesville - 20 tháng 12 - Quân miền Bắc đánh bại Quân miền Nam do J.E.B. Stuart chỉ huy.
- Trận Chustenahlah - 26 tháng 12 - Opothleyahola bị đánh bại, chạy về Kansas.
- Trận Mount Zion Church - 28 tháng 12 - Quân miền Bắc chiến thắng tại Đông-Bắc Missouri.

### 1862
- Trận Cockpit Point - 3 tháng 1 - Trận chiến bất phân thắng bại tại Virginia.
- Trận Hancock - 5 tháng 1–6 tháng 1 - Quân miền Nam tấn công nhưng thất bại tại thành phố thuộc Maryland.
- Trận Roan's Tan Yard - 8 tháng 1 - Quân miền Nam bị đánh tan.
- Trận Middle Creek - 10 tháng 1 - Quân miền Bắc do James A. Garfield chỉ huy đánh bại quân miền Nam của Humphrey Marshall.
- Trận Mill Springs - 19 tháng 1 - Quân miền Bắc chiến thắng, Felix Zollicoffer tử trận.
- Trận đồn Henry - 6 tháng 2 - Ulysses S. Grant và hải quân của Andrew Hull Foote đánh chiếm đồn quân sự và giành quyền kiểm soát sông Tennessee.
- Trận Roanoke Island - 7 tháng 2–8 tháng 2 - Quân miền Bắc của Ambrose E. Burnside chiếm đoạt đảo Roanoke Island.
- Trận Elizabeth City - 10 tháng 2 - Hạm đội Mosquito bị đánh chìm.
- Trận đồn Donelson - 11–16 tháng 2 - Grant chiếm đồn quân sự, buộc quân miền Nam đầu hàng và kiểm soát sông Cumberland.
- Trận Valverde - 20 tháng 2–21 tháng 2 - Quân miền Bắc bị đánh tan tại New Mexico (lãnh thổ).
- Trận Island Number Ten - 28 tháng 2–8 tháng 4 - Quân miền Bắc do tướng John Pope chỉ huy chiến thắng.
- Trận Pea Ridge - 7 tháng 3 - Quân miền Bắc chiến thắng và đảm bảo được quyền kiểm soát bang Missouri và phần phía bắc bang Arkansas.
- Trận Hampton Roads - 9 tháng 3 - Hai chiến hạm bọc sắt USS Monitor và CSS Virginia chiến đấu bất phân thắng bại.
- Trận New Bern - 14 tháng 3 - Quân miền Bắc dùng thuyền đến tấn công và chiếm đoạt thành phố.
- Trận Kernstown thứ nhất - 23 tháng 3 - Trận mở màn Chiến dịch Thung lũng 1862. Quân miền Bắc đánh bại "Stonewall" Jackson nhưng lại dẫn đến việc Lincoln phải sắp xếp lại các lực lượng của miền Bắc, dẫn đến thắng lợi chiến lược cho phe miền Nam.
- Trận đồn Macon - 23 tháng 3–26 tháng 4 - Quân miền Nam đầu hàng sau trận pháo kích của quân miền Bắc.
- Trận Glorieta Pass - 26 tháng 3–28 tháng 3 - Quân miền Bắc đánh bại quân miền Nam gần Santa Fe.
- Trận Yorktown - 5 tháng 4–4 tháng 5 - Quân miền Bắc thắng trận.
- Trận Shiloh - 6 tháng 4–7 tháng 4 - Ulysses S. Grant phản công đánh bại Albert Sidney Johnston và P.G.T. Beauregard nhưng quân miền Bắc bị tổn thất nặng nề.
- Trận đồn Pulaski - 11 tháng 4 - Quân miền Bắc chiếm đồn quân sự.
- Trận Peralta - 15 tháng 4 - Quân miền Bắc đánh bại Lữ đoàn 5 kỵ binh tình nguyện Texas.
- Trận đồn Jackson và St. Philip - 18 tháng 4–28 tháng 4 - CHiến thắng quyết định của quân miền Bắc trong việc chiếm quyền sở hữu New Orleans.
- Trận South Mills - 19 tháng 4 - Quân miền Nam ngăn chận âm mưu phá hoại kênh đào.
- Trận New Orleans - 25 tháng 4–1 tháng 5 - Quân miền Bắc chiếm đoạt thành phố.
- Trận Williamsburg - 5 tháng 5 - McClellan và Longstreet chiến đấu bất phân thắng bại.

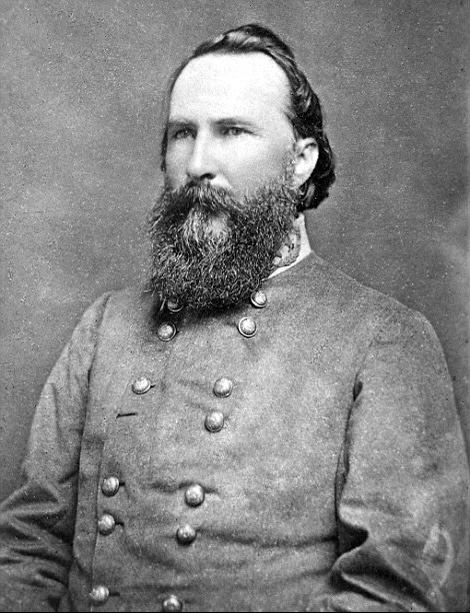
James Longstreet

- Trận Eltham's Landing - 7 tháng 5 - trận chiến bất phân thắng bại tại Virginia.
- Trận McDowell - 8 tháng 5–9 tháng 5 - Quân miền Nam của Stonewall Jackson đánh bại quân miền Bắc.
- Trận Drewry's Bluff - 15 tháng 5 - Hải quân miền Bắc tấn công nhưng bị pháo binh quân miền Nam đẩy lui.
- Trận Whitney's Lane - 19 tháng 5 - Quân miền Bắc tấn công Little Rock, Arkansas nhưng bị ngăn chận.
- Trận Front Royal - 23 tháng 5 - Stonewall Jackson đánh tan quân miền Bắc, đe dọa hậu phương khiến Banks phải rút bỏ Strasburg về Winchester.
- Trận Winchester thứ nhất - 25 tháng 5 - Stonewall Jackson đánh bại Nathaniel P. Banks.
- Trận Hanover Courthouse - 27 tháng 5 - Quân miền Bắc chiến thắng.
- Trận Corinth thứ nhất - 29 tháng 4–30 tháng 5 - Quân miền Bắc chiếm đoạt thị trấn, nhưng Beauregard đánh lừa được đối phương và thoát chạy về Tupelo.
- Trận Seven Pines - 31 tháng 5–1 tháng 6 - J.E. Johnston tấn công quân miền Bắc. Ông bị bắn trọng thương, trận đánh bất phân thắng bại.
- Trận Tranter's Creek - 5 tháng 6 - Quân miền Nam rút lui sau khi đại tá Colonel Singletary tử trận.
- Trận Memphis - 6 tháng 6 - Quân miền Bắc chiếm đoạt thành phố.
- Trận Chattanooga thứ nhất - 7 tháng 6–8 tháng 6 - Quân miền Bắc pháo kích thành phố.
- Trận Cross Keys - 8 tháng 6 - John C. Frémont thất bại trước một bộ phận quân đội của Stonewall Jackson do Richard S. Ewell chỉ huy.
- Trận Port Republic - 9 tháng 6 - Chiến thắng trong tổn thất của Stonewall Jackson. Trận kết thúc Chiến dịch Thung lũng 1862
- Trận Secessionville - 16 tháng 6 - Quân miền Bắc thất bại, không chiếm được thành phố. Chỉ huy quân miền Bắc bị kết án quân sự vì không thi hành nhiệm vụ.
- Trận Saint Charles - 17 tháng 6 - Chiến hạm USS Mound City bị quân miền Nam bắn chìm.
- Chuỗi trận Bảy ngày - 25 tháng 6–1 tháng 7 - Lee phản công thắng lợi và đánh bật McClellan.
  - Trận Oak Grove - 25 tháng 6 - trận chiến bất phân thắng bại giữa McClellan and Lee.
  - Trận Beaver Dam Creek - 26 tháng 6 - Robert E. Lee thất trận.
  - Trận Gaines's Mill - 27 tháng 6 - Lee đánh bại McClellan.
  - Trận đồn điền Garnett và Golding - 27 tháng 6–28 tháng 6 - trận chiến bất phân thắng bại giữa Lee và McClellan.
  - Trận Savage's Station - 29 tháng 6 - Quân miền Bắc rút lui.
  - Trận White Oak Swamp - 30 tháng 6 - pháo binh hai phe bắn nhau, bất phân thắng bại.
  - Trận Glendale - 30 tháng 6 - McClellan rút lui, quân miền Nam chiến thắng.
  - Trận Malvern Hill - 1 tháng 7 - McClellan đánh bại Lee nhưng sau đó rút lui.
- Trận Tampa - 30 tháng 6–1 tháng 7 - Tàu chiến quân miền Bắc tấn công, sau đó lại rút lui.
- Trận Hill's Plantation - 7 tháng 7 - Quân miền Bắc chiến thắng tại Arkansas.
- Trận Murfreesboro thứ nhất - 13 tháng 7 - Quân miền Nam chiến thắng.
- Trận Cedar Mountain - 30 tháng 7 - Jackson đánh bại quân miền Bắc.
- Trận Baton Rouge - 5 tháng 8
- Trận Kirksville - 6 tháng 8–9 tháng 8 - Quân miền Bắc chiếm đoạt thị trấn.
- Trận Cedar Mountain - 9 tháng 8 - Quân miền Bắc bị quân miền Nam phản công.
- Trận Independence thứ nhất - 11 tháng 8 - Quân miền Nam chiến thắng gần Kansas City.
- Trận Lone Jack -15 tháng 8–16 tháng 8 - Quân miền Nam chiến thắng nhưng sau đó rút lui, sĩ quan chỉ huy quân miền Bắc tử trận.
- Trận đồn Ridgely -21 tháng 8–22 tháng 8 - Santee Sioux tấn công đồn của quân miền Bắc nhưng thất bại.
- Trận Rappahannock Station thứ nhất - 22 tháng 8–25 tháng 8 - Quân miền Bắc lương thức và tiếp viện bị phá hủy.
- Trận Bull Run Bridge - Quân miền Nam chiếm đoạt và phá hủy trạm xe lửa Manassas.
- Trận Thoroughfare Gap - 28 tháng 8 - Longstreet đánh bại lực lượng nhỏ của quân miền Bắc.
- Trận Bull Run thứ nhì, - 28–30 tháng 8 - Lee, Jackson và Longstreet đánh bại binh đoàn Virginia của Pope.
- Trận Richmond (Kentucky) - 30 tháng 8 - Quân miền Nam do Edmund Kirby Smith chỉ huy đánh tan tác quân miền Bắc của William Nelson
- Trận Chantilly -1 tháng 9 - Quân miền Bắc đánh mở đường thoát, Philip Kearny tử trận.
- Trận South Mountain - 14 tháng 9 - McClellan đánh bại Lee.
- Trận Harpers Ferry - 12 tháng 9–15 tháng 9 - Stonewall Jackson chiếm đoạt căn cứ của quân miền Bắc.
- Trận Antietam - 17 tháng 9 - McClellan chặn đứng cuộc bắc chinh của Lee. Ngày đẫm máu nhất trong cuộc Nội chiến và trong cả lịch sử Hoa Kỳ.
- Trận Munfordville - 17 tháng 9–18 tháng 9 - Quân miền Bắc đầu hàng.

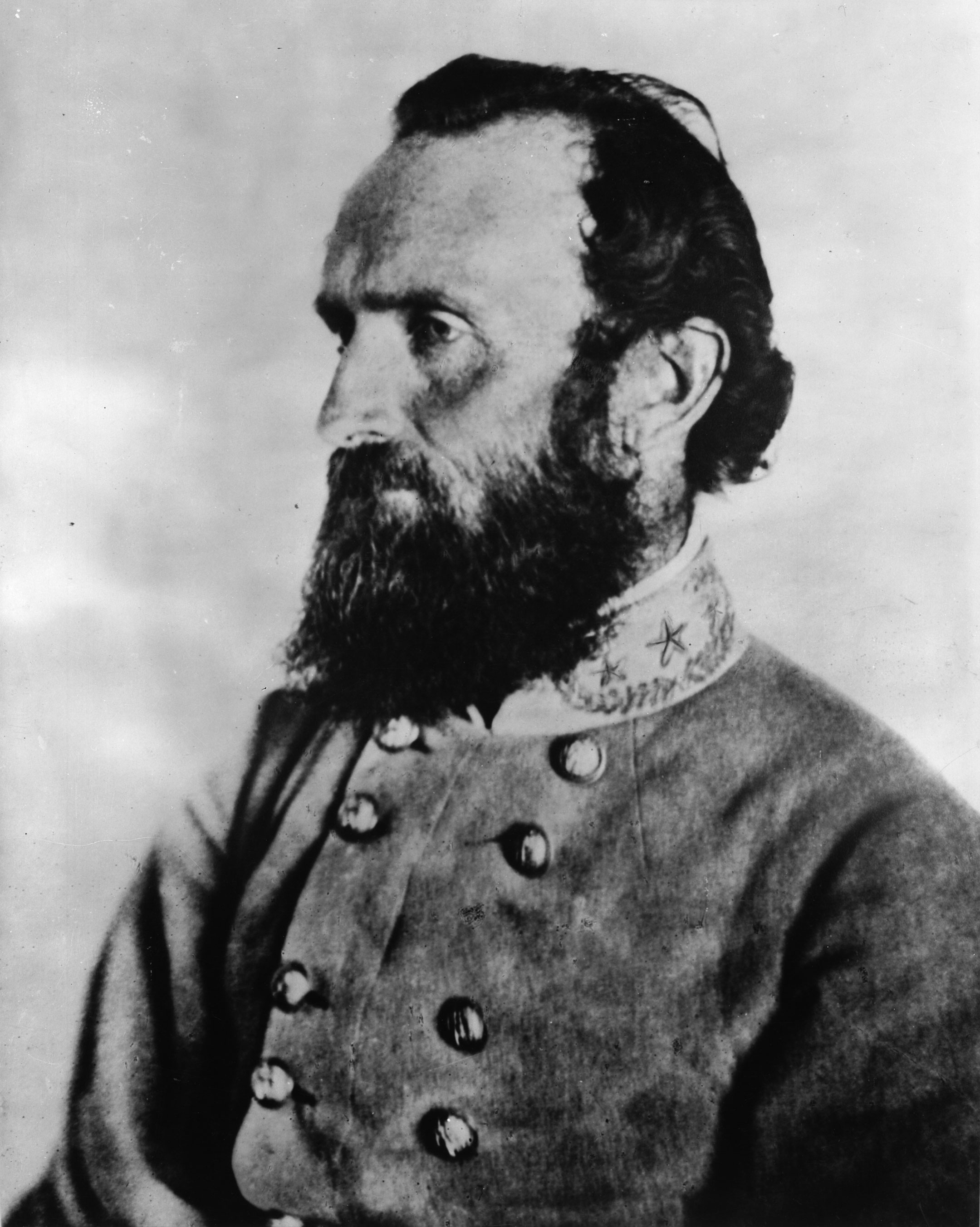
Stonewall Jackson

- Trận Iuka - 19 tháng 9 - Grant chiến thắng gần thị trấn thuộc Mississippi.
- Trận Town Shepherds -19 tháng 9–20 tháng 9 - Quân miền Nam phản công và đánh bại quân miền Bắc đang truy đuổi.
- Trận Newtonia thứ nhất - 30 tháng 9 - Quân miền Bắc nhốn nháo vì pháo kích của quân miền Nam.
- Trận Corinth thứ hai - 3 tháng 10–4 tháng 10 - Quân miền Nam tấn công nhưng thất bại.
- Trận Hatchie's Bridge - 5 tháng 10 - Quân miền Nam do Earl Van Dorn chỉ huy vượt sông và bỏ chạy.
- Trận Perryville - 8 tháng 10 - Buell đụng độ với Bragg, trận đánh bất phân thắng bại nhưng đã chấm dứt chiến dịch tấn công Kentucky của miền Nam.
- Trận Clark's Mill -7 tháng 11 - Quân miền Bắc đầu hàng.
- Trận Cane Hill - 28 tháng 11 - Quân miền Nam cho đơn vị nhỏ cầm chân quân miền Bắc trong hki các đơn vị lớn hơn chạy thoát.
- Trận Prairie Grove - 7 tháng 12 - Quân miền Bắc chiếm Tây-Bắc Arkansas.
- Trận Hartsville - 7 tháng 12 - Quân miền Nam giả dạng mặc quân phục miền Bắc trà trộn vào trại và đánh bại quân miền Bắc.
- Trận Fredericksburg - 13 tháng 12 - Lee đẩy lui quân của Burnside.
- Trận Kinston - 14 tháng 12 - Quân miền Bắc do John G. Foster chỉ huy đánh bại quân miền Nam của Nathan Evans.
- Trận White Hall -16 tháng 12 - Foster chiến đấu bất phân thắng bại trong trận chiến với Beverly Robertson
- Trận Goldsboro Bridge - 17 tháng 12 - Foster đánh bại quân miền Nam và phá cầu.
- Trận Jackson, Tennessee - 19 tháng 12 - Quân miền Nam chi phối quân miền Bắc.
- Trận Chickasaw Bayou -26 tháng 12–29 tháng 12 - Quân miền Bắc tấn công quân miền Nam nhưng thất bại.
- Trận Parker's Cross Roads - 31 tháng 12 - Quân miền Nam đẩy lui hai mũi dùi tấn công của quân miền Bắc.

### 1863

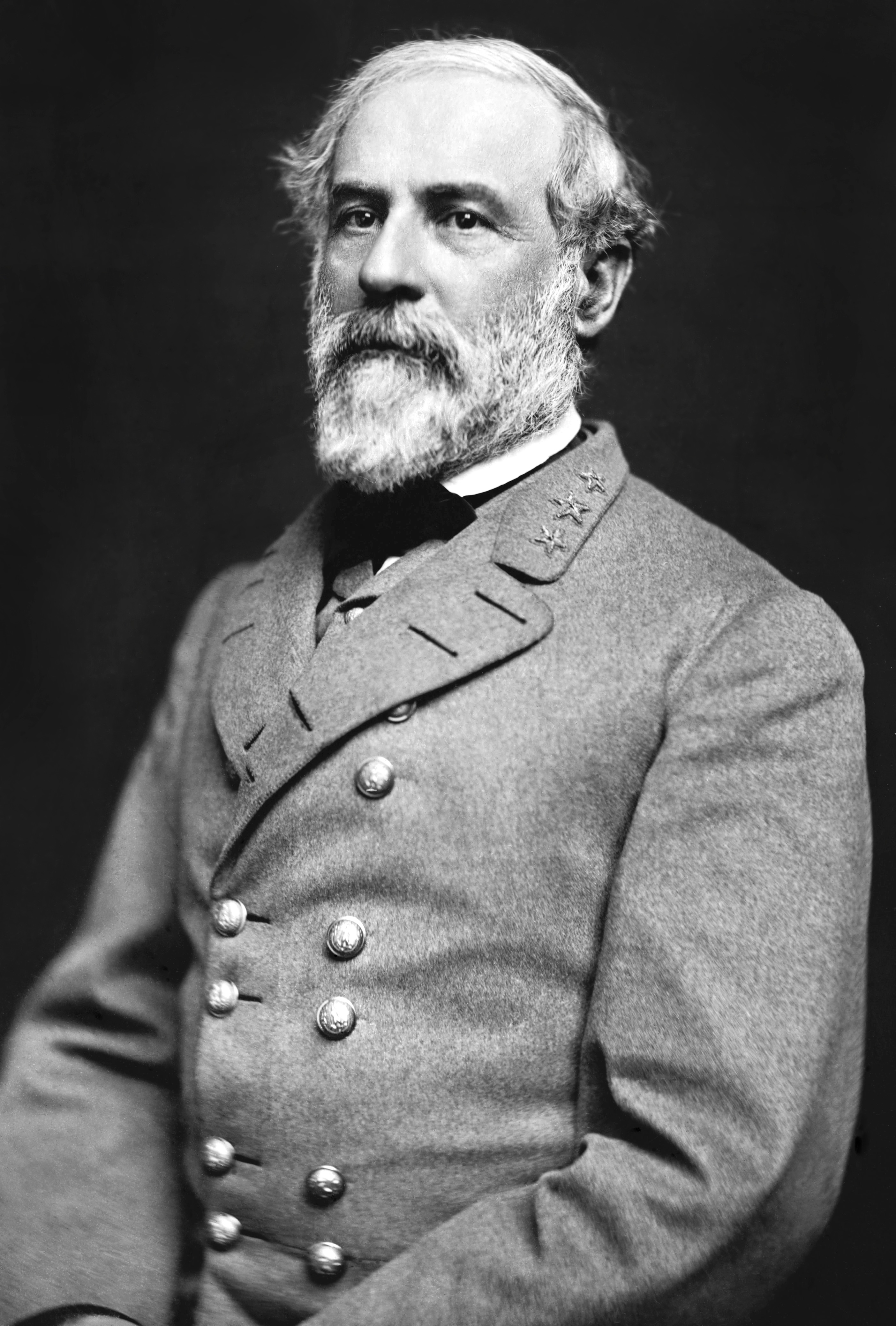
Tướng Robert E. Lee

- Trận Stones River - 31 tháng 12 năm 1862–2 tháng 1 năm 1863 - trận đánh bất phân thắng bại.
- Trận Springfield thứ nhì - 8 tháng 1 - Quân miền Nam tiến vào thị trấn, nhưng không chiếm được đồn quân sự gần đó.
- Trận Arkansas Post - 9 tháng 1 - Cuộc chiến giành kiểm soát cửa sông Arkansas.
- Trận Hartville - 9 tháng 1–11 tháng 1 - Quân miền Nam chiến thắng nhưng bỏ cuộc công kích.
- Thảm sát Sông Gấu - 29 tháng 1 - Quân bộ lạc da đỏ Shoshone bị Quân miền Bắc tàn sát.
- Trận Dover - 3 tháng 2 - Quân miền Nam tấn công thị trấn nhưng thất bại.
- Trận Thompson's Station - 5 tháng 3 - Quân miền Nam chiến thắng tại Tennessee.
- Trận đồn Anderson - 13 tháng 3–15 tháng 3 - Daniel H. Hill dẫn Quân miền Nam tấn công New Bern nhưng thất bại.
- Trận Kelly's Ford - 17 tháng 3 - quân kỵ binh hỗn chiến bất phân thắng bại.
- Trận Vaught's Hill - 20 tháng 3 - Quân miền Bắc chống trả cuộc tấn công của Quân miền Nam do John Hunt Morganchỉ huy.
- Trận Brentwood - 25 tháng 3 - Quân miền Bắc đầu hàng.
- Trận Washington - 30 tháng 3–20 tháng 4 - Hill không lấy được thị trấn thuộc Bắc Carolina thị trấn từ tay Quân miền Bắc.
- Trận Franklin thứ nhất - 10 tháng 4 - Quân miền Nam rút lui sau khi chặn hậu thất bại.
- Trận Suffolk - 11 tháng 4–4 tháng 5 Hai trận bất phân thắng bại tại Norfleet House và Hill's Point.
- Trận Cape Girardeau - 26 tháng 4 - Quân miền Nam tấn công nhưng thất bại.
- Trận Grand Gulf - 29 tháng 4 - Hải quân của tướng Grant tấn công nhưng thất bại.
- Trận Snyder's Bluff - 29 tháng 4–1 tháng 5 Quân miền Bắc dùng hư binh đánh bại quân miền Nam.
- Trận Day's Gap - 30 tháng 4 - Quân miền Bắc chiến thắng trong cuộc đột kích tại Alabama.
- Trận Port Gibson - 1 tháng 5 - Grant đánh bại Quân miền Nam.
- Trận Chalk Bluff - 1 tháng 5–2 tháng 5 - Quân miền Nam thắng nhưng không tấn công tiếp.
- Trận Chancellorsville - 30 tháng 4–6 tháng 5 - Lee đánh bại Binh đoàn Potomac của Hooker. Jackson bị tử thương.
- Trận Fredericksburg thứ nhì - 3 tháng 5 - Quân miền Bắc do John Sedgwick chỉ huy đánh bại Quân miền Nam cổ thủ trong thị trấn.
- Trận Salem Church - 3 tháng 5–4 tháng 5 - Lee đánh bại Sedgwick.
- Trận Raymond - 12 tháng 5 - Quân miền Nam thất bại trong cuộc phòng thủ Vicksburg.
- Trận Jackson (MS) - 14 tháng 5 - Sherman và McPherson đánh bại Johnston.
- Trận Champion's Hill - 16 tháng 5 - Grant đánh bại Quân miền Nam.
- Trận Big Black River Bridge - 17 tháng 5 - Quân miền Nam forces trapped in Vicksburg.
- Trận Plains Store - 21 tháng 5 - Quân miền Bắc chiến thắng gần Baton Rouge.
- Trận Milliken's Bend - 7 tháng 6 - Quân miền Nam phản kích nhưng không phá nổi vòng vây tại Vicksburg.
- Trận Brandy Station - 9 tháng 6 - Pleasonton đột kích quân kỵ binh của J.E.B. Stuart gần Brandy Station.
- Trận Winchester thứ nhì - 13 tháng 6–15 tháng 6 - Quân miền Nam chiến thắng mở đường cho tướng Lee kéo quân xâm lấn miền Bắc.
- Trận Aldie - 17 tháng 6 - Trận chiến bất phân thắng bại trong cuộc hành quân lên hướng Bắc của Robert E. Lee.
- Trận Middleburg - 17 tháng 6–19 tháng 6 - J.E.B. Stuart rút lui sau khi đụng phải quân kỵ binh của Quân miền Bắc.
- Trận Upperville - 21 tháng 6 - Trận hỗn chiến kỵ binh bất phân thắng bại.
- Trận Hoover's Gap - 24 tháng 6–26 tháng 6 - Quân miền Bắc chiến thắng, ngăn chận không cho Quân miền Nam từ Tennessee tiếp ứng Vicksburg.
- Trận Goodrich's Landing - 29 tháng 6–30 tháng 6 - Quân miền Nam đẩy lui nhiều đơn vị lính da đen của Quân miền Bắc.
- Trận Hanover - 30 tháng 6 - J.E.B. Stuart đổi hướng hành quân, không kịp hơp quân với tướng Lee bên ngoài Gettysburg.
- Trận Gettysburg - 1 tháng 7–3 tháng 7 - Lee thua Meade, cuộc tấn công của Pickett bị thất bại. Cuộc bắc chinh thứ nhì của tướng Lee kết thúc.
- Trận Vicksburg - 4 tháng 7 - sau nhiều ngày bị bao vây, Quân miền Nam đầu hàng tướng Grant.
- Trận Helena - 4 tháng 7 - Quân miền Nam tấn công cảng sông của miền Bắc nhưng thất bại.
- Trận Boonsboro - 8 tháng 7 - Quân miền Bắc truy đuổi quân của tướng Lee. Trận đánh bất phân thắng bại.
- Trận Port Hudson - 21 tháng 5–9 tháng 7 - Lực lượng Quân miền Nam sau cùng tại Mississippi đầu hàngs.
- Trận Corydon - 9 tháng 7 - Quân miền Nam tấn công làm chết thường dân, trong đó có cha nhà thờ đạo Lutheran.
- Trận đồn Wagner thứ nhất - 11 tháng 7 - Quân miền Bắc lần đầu tấn công đồn Wagner, Morris Island, nhưng thất bại.
- Trận Williamsport - 6 tháng 7–16 tháng 7 - Meade và Lee chiến đấu bất phân thắng bại.
- Trận Honey Springs - 17 tháng 7 - Lực lượng gồm quân da đen và da đỏ đánh nhau. Quân miền Bắc chiến thắng.
- Trận đồn Wagner thứ hai - 18 tháng 7 - Quân miền Bắc tấn công đồn Wagner lần nữa, Đại tá Robert G. Shaw cùng 600 lính da đen của Trung đoàn 54 Massachusetts hy sinh.
- Trận Manassas Gap - 23 tháng 7 - Trận chiến bất phân thắng bại. Quân miền Nam rút lui tối hôm đó.
- Trận Big Mound - 24 tháng 7–25 tháng 7 - Quân miền Bắc đánh bại lực lượng bộ lạc Santee & Teton Sioux.
- Trận Dead Buffalo Lake - 26 tháng 7 - Sibley đánh bại bộ lạc Sioux.
- Trận Salineville - 26 tháng 7 - Quân miền Nam của tướng John Hunt Morgan đầu hàng tại Ohio.
- Trận Stony Lake - 28 tháng 7 - Lính bộ lạc Sioux chạy thoát cuộc rượt đuổi của Quân miền Bắc.
- Trận đồn Sumter thứ nhì - 17 tháng 8–9 tháng 9 - Quân miền Bắc pháo kích và tấn công mãnh liệt để chiếm đồn nhưng thất bại.
- Trận Chattanooga thứ nhì - 21 tháng 8–8 tháng 9 - Quân miền Bắc chiếm đoạt thị trấn.
- Trận Lawrence - 23 tháng - Quantrill cùng nhóm cực đoan mở cuộc bạo động, giết hại thường dân và đốt phá thành phố.
- Trận Devil's Backbone - 1 tháng 9 - Quân miền Bắc chiến thắng sau cuộc chiến đấu mãnh liệt.
- Trận Whitestone Hill - 3 tháng 9–5 tháng 9 - Quân miền Bắc đánh bại các bộ lạc da đỏ, có cả Sioux và Blackfeet.
- Trận Sabine Pass thứ nhì - 8 tháng 9 - Quân miền Nam đóng cọc trên sông và nhắm bắn tàu của Quân miền Bắc. Quân miền Nam chiến thắng.
- Trận Bayou Fourche - 10 tháng 9 - Quân miền Bắc chiến thắng và chiếm được Little Rock.
- Trận Davis' Cross Roads - 10 tháng 9–11 tháng 9 - Quân miền Bắc lập tuyến phòng thủ tại Chickamauga.

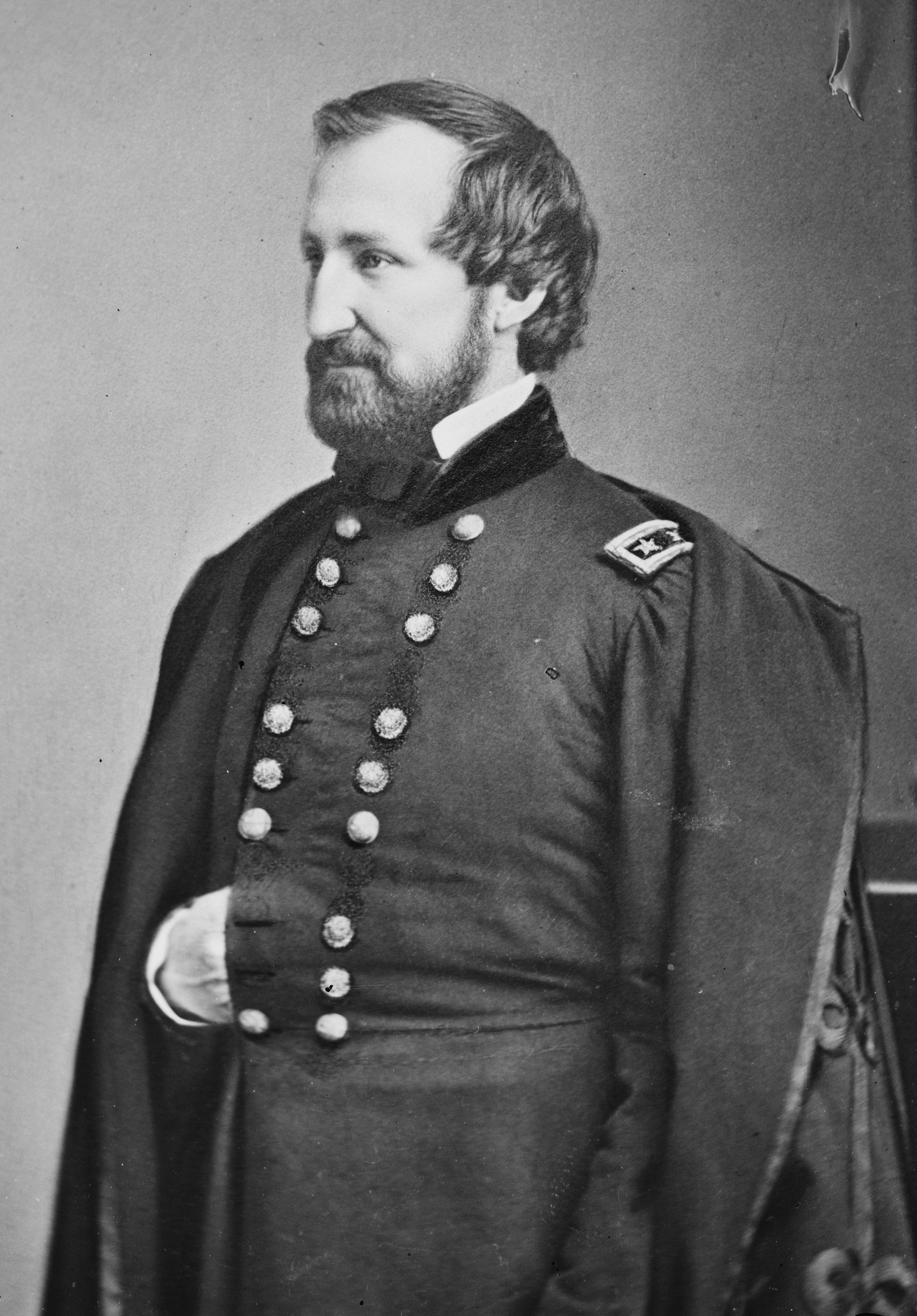
William Rosecrans

- Trận Chickamauga - 19 tháng 9–20 tháng 9 - Braxton Bragg đánh bại William Rosecrans. George Thomas được ban biệt hiệu "Hòn đá tảng Chickamauga".
- Trận Blountsville - 22 tháng 9 - Quân miền Bắc chiếm đoạt thị trấn.
- Trận Baxter Springs - 6 tháng 10 - Quantrill dẫn quân tàn sát lính da đen trong hàng ngũ miền Bắc.
- Trận Blue Springs - 10 tháng 10 - Quân miền Nam đại bại.
- Trận Auburn thứ nhất - 13 tháng 10 - J.E.B. Stuart bỏ chạy, trốn trong hóc núi.
- Trận Auburn thứ nhì - 14 tháng 10 - Quân miền Nam mở cuộc tấn công Quân miền Bắc,nhưng bất phân thắng bại.
- Trận Bristoe Station - 14 tháng 10 - Tướng George Meade đánh bại vài đơn vị của tướng Lee. Quân miền Nam phá hủy đường xe lửa trên đường rút lui.
- Trận Buckland Mills - 19 tháng 10 - Kỵ binh Quân miền Bắc bị phục kích và tiêu diệt.
- Trận Pine Bluff - 25 tháng 10 - Quân miền Nam tấn công nhưng thất bại.
- Trận Wauhatchie - 28 tháng 10–29 tháng 10 Longstreet đánh bại Quân miền Bắc.
- Trận Collierville - 13 tháng 11 - Quân miền Nam tấn công thị trấn nhưng nửa chùng lại bỏ cuộc.
- Trận Rappahannock Station thứ nhì - 7 tháng 11 - Quân miền Bắc vượt ngược sông tấn công. Tướng Lee rút lui.
- Trận Campbell's Station - 16 tháng 11 - Quân miền Nam tấn công hai đợt cùng lúc nhưng thất bại.
- Trận Chattanooga thứ ba - 23 tháng 11–25 tháng 11 - Grant đánh bại Braxton Bragg cứu được Quân miền Bắc đang bị vây khốn tại Chattanooga.
- Trận Ringgold Gap - 27 tháng 11 - Quân miền Nam do Patrick Cleburne chỉ huy đánh bại Quân miền Bắc của Joseph Hooker.
- Trận đồn Sanders - 29 tháng 11 - Longstreet tấn công đồn nhưng thua vì thuốc súng của Quân miền Nam bị kém chất lượng.
- Trận Mine Run - 27 tháng 11–2 tháng 12 Meade pháo kích quân của tướng Lee nhưng sau đó rút lui.
- Trận Bean's Station - 14 tháng 12 - Quân miền Bắc rút lui.
- Trận Mossy Creek - 29 tháng 12 - Kỵ binh Quân miền Nam bị đẩy lui.

### 1864

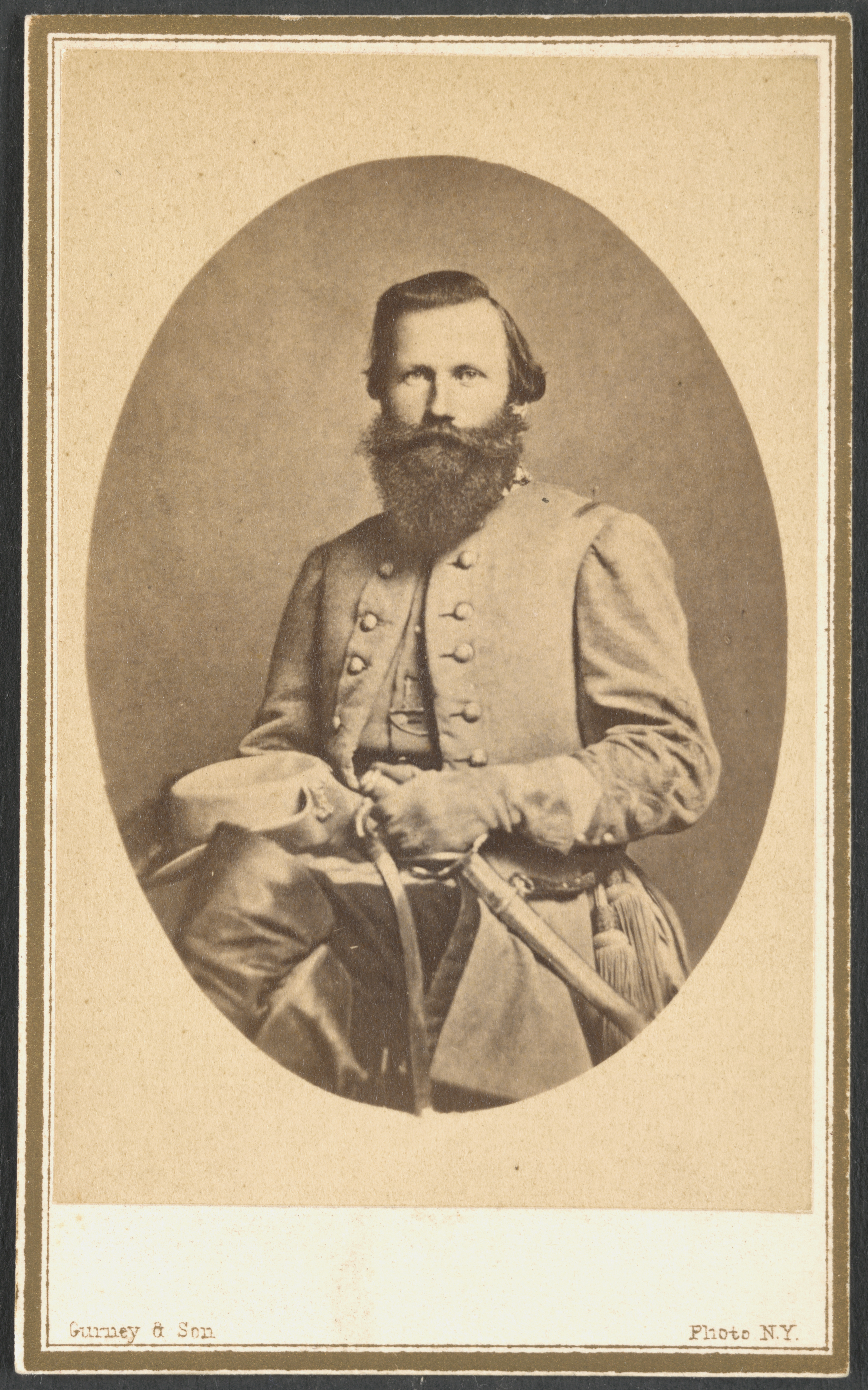
J.E.B. Stuart

- Trận Dandridge - 17 tháng 1 - Quân miền Bắc rút lui.
- Trận Athens - 26 tháng 1 - Quân miền Bắc chiến thắng Bắc Alabama.
- Trận Fair Garden - 27 tháng 1 - Quân miền Bắc chiến thắng sau đó rút lui.
- Trận Morton's Ford - 6 tháng 2–7 tháng 2 - Quân miền Bắc dùng hư binh tấn công.
- Trận Meridian - 14 tháng 2–20 tháng 2 - Sherman chiếm thị trấn
- Trận Olustee - 20 tháng 2 - Quân miền Bắc không chiếm được Florida
- Trận Paducah - 25 tháng 3 - Quân miền Nam do Forrest chỉ huy chiến thắng.
- Trận Elkin's Ferry - 3 tháng 4–4 tháng 4 - Quân miền Nam không chận được, phải thua để Quân miền Bắc qua sông.
- Trận Mansfield - 8 tháng 4 - Banks kéo Quân miền Bắc đánh vùng Red River nhưng bị chận đứng
- Trận Pleasant Hill - 9 tháng 4 - Quân miền Nam tấn công nhưng thất bại.
- Trận Prairie D'Ane - 9 tháng 4–13 tháng 4 - Frederick Steele đánh bại Sterling Price.
- Trận đồn Pillow - 12 tháng 4 - N.B. Forrest chiếm đồn Pillow.
- Trận Poison Spring - 18 tháng 4 - Trong cuộc chinh phạt Red River ở Arkansas, lính da đen bị tàn sát.
- Trận Monett's Ferry - 23 tháng 4 - Quân miền Nam bị đẩy lui.
- Trận Marks' Mills - 25 tháng 4 - Trong chiến dịch Red River tại Arkansas.
- Trận Jenkins' Ferry - 30 tháng 4 - Trong chiến dịch Red River tại Arkansas.
- Trận Wilderness - 5 tháng 5–7 tháng 5- Grant và Lee đánh nhau bất phân thắng bại.
- Trận Albemarle Sound - 5 tháng 5 - trận hải chiến bất phân thắng bại.
- Trận Port Walthall Junction - 6 tháng 5–7 tháng 5 - Quân miền Bắc phá hủy tuyến đường xe lửa.
- Trận Cloyd's Mountain - 9 tháng 5 - Quân miền Bắc chiến thắng. Tướng chỉ huy miền Nam Albert G. Jenkins tử trận.
- Trận Swift Creek - 5 tháng 5 - Quân miền Bắc tấn công tuyến đường xe lửa bị Quân miền Nam ngăn chận.
- Trận Cove Mountain - 10 tháng 5 - Quân miền Bắc chiến thắng.
- Trận Chester Station - 10 tháng 5 - Quân miền Bắc của tướng Benjamin Butler bị đẩy lui.
- Trận Yellow Tavern - 11 tháng 5 - Quân miền Bắc thắng trận. Tướng miền Nam J.E.B. Stuart bị bắn và chết ngày hôm sau.
- Trận Rocky Face Ridge - 7 tháng 5–13 tháng 5 - Trận chiến bất phân thắng bại gần Atlanta.
- Trận Resaca - 13 tháng 5 - Sherman đánh bại Johnston.
- Trận New Market - 15 tháng 5 - Quân miền Nam chận đánh Quân miền Bắc của Franz Sigel trên đường vào thung lũng Shenandoah
- Trận Proctor's Creek - 12 tháng 5–16 tháng 5 - Beauregard đánh bại Butler.
- Trận Adairsville - 17 tháng 5 - Quân miền Bắc kéo vào khu Atlanta. Quân miền Nam tấn công nhưng thất bại.
- Trận Ware Bottom Church - 20 tháng 5 - Beauregard bao vây Butler.
- Trận Spotsylvania Court House - 8 tháng 5–21 tháng 5 - Grant và Lee đánh nhau bất phân thắng bại. Grant viết cho Halleck "Tôi sẽ đánh bại phòng tuyến này cho dù phải mất cả mùa hè".
- Trận Wilson's Wharf - 24 tháng 5 - Quân miền Nam của Fitzhugh Lee thất bại trước 2 trung đoàn áo đen của miền Bắc.
- Trận Bắc Anna - 23 tháng 5–26 tháng 5 - Lee bày bố chiến thuật đánh lừa được Grant, nhưng ông bị bệnh không tận dụng đánh rấn được.
- Trận New Hope Church - 25 tháng 5–26 tháng 5 - Hooker thua to.
- Trận Pickett's Mill - 27 tháng 5 - Sherman tấn công Johnston nhưng thất bại.
- Trận Haw's Shop - 28 tháng 5 - Quân miền Bắc bị chận đứng.
- Trận Dallas 28 tháng 5 - Quân miền Nam rút lui khỏi Georgia.
- Trận Totopotomoy Creek - 28 tháng 5–30 tháng 5 - Quân miền Bắc bị đẩy lui.
- Trận Old Church - 30 tháng 5 - Quân miền Bắc đẩy lui quân miền Nam lui về Cold Harbor.

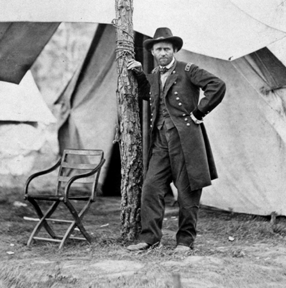
Tướng Ulysses S. Grant
Trận Cold Harbor

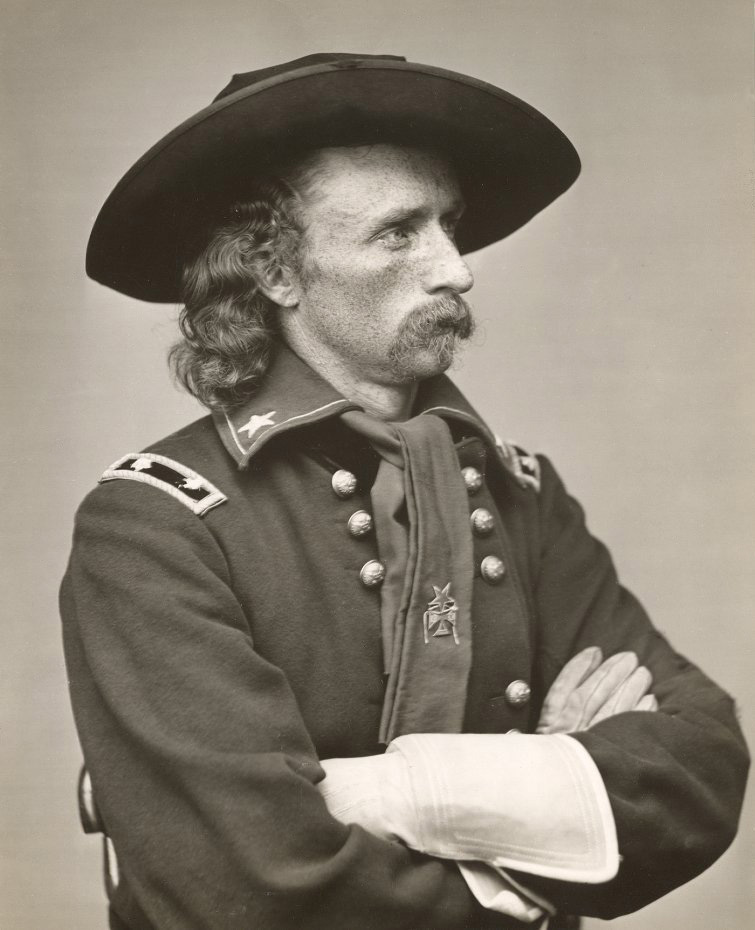
George Armstrong Custer

- Trận Cold Harbor - 31 tháng 5–12 tháng 6 - Lee đánh lui Grant. Tướng lĩnh miền Nam nói "Đây không phải chiến tranh, mà là cuộc thảm sát".
- Trận Piedmont - 5 tháng 6 - Quân miền Bắc của David Hunter đánh bại Quân miền Nam trong cuộc hành quân về Staunton, Virginia, thung lũng Shenandoah.
- Trận Petersburg thứ nhất - 9 tháng 6 - Beauregard đánh bại Butler.
- Trận Brices Crossroads - 10 tháng 6 - N.B. Forrest đánh tan tành lực lượng gấp bội của Quân miền Bắc.
- Trận Trevilian Station - 11 tháng 6–12 tháng 6 - Quân miền Nam chiến thắng, George Armstrong Custer bị bao vây, phải nhờ Sheridan giải nguy.
- Trận Petersburg thứ nhì - 15 tháng 6–18 tháng 6 - Lee đẩy lui Grant tại thành phố "cửa sau" của Richmond.
- Trận Lynchburg - 17 tháng 6- Quân miền Nam tung tin có tiếp viện làm Quân miền Bắc lo sợ phải rút lui.
- Trận Cherbourg (1864) - 19 tháng 6 - Tàu chiến CSS ''Alabama'' bị tàu chiến USS ''Kearsarge'' bắn chìm ngoài hải phận Pháp.
- Trận Kolb's Farm - 22 tháng 6 - Quân miền Nam tấn công nhưng thua vì không rành địa thế.
- Trận Jerusalem Plank Road - 21 tháng 6–24 tháng 6 - Quân miền Bắc tiếp tục xiết chặt vòng vây Petersburg.
- Trận Saint Mary's Church - 24 tháng 6 - Quân miền Bắc chiến thắng.
- Trận Kennesaw Mountain - 27 tháng 6 - Johnston đẩy lui Sherman.
- Trận Marietta - 6 tháng 6–3 tháng 7 - Sherman đánh bại Johnston
- Trận Monocacy - 9 tháng 7 - Tướng miền Bắc Lew Wallace chặn đánh Jubal Early, bảo vệ Washington, D.C..
- Trận đồn Stevens - 11 tháng 7–12 tháng 7 - Quân miền Nam tấn công Washington, D.C. nhưng thất bại. Tổng thống Hoa Kỳ Abraham Lincoln quan sát trận chiến trong tầm đạn của quân miền Nam.
- Trận Tupelo - 14 tháng 7–15 tháng 7 - Quân miền Bắc chiến thắng, Nathan Bedford Forrest bị thương.
- Trận Cool Spring - 18 tháng 7–19 tháng 7 -
- Trận Rutherford's Farm - 20 tháng 7 - Quân miền Nam của Jubal Early bất ngờ bị đánh đại bại.
- Trận Peachtree Creek - 20 tháng 7 - Quân miền Nam tấn công nhưng thất bại.
- Trận Atlanta - 22 tháng 7 - Sherman đẩy lui cuộc tấn công của Hood tại phía đông thành phố.
- Trận Kernstown thứ nhì - 24 tháng 7 - Jubal Early đánh bại Quân miền Bắc.
- Trận Killdeer Mountain - 26 tháng 7 - Quân miền Bắc đánh bại quân bộ lạc Sioux.
- Trận Ezra Church - 28 tháng 7 - Quân miền Nam tấn công chiến hào Quân miền Bắc nhưng thua to.
- Trận Hố bom - 30 tháng 7 - Lee đánh bại Burnside.
- Trận Folck's Mill - 1 tháng 8 - Trận chiến bất phân thắng bại.
- Trận Utoy Creek - 5 tháng 8–7 tháng 8 Trận chiến bất phân thắng bại gần Atlanta.
- Trận Dalton thứ nhì - 14 tháng 8–15 tháng 8 - Quân miền Bắc chống trả cuộc tấn công chờ giải nguy.
- Trận Globe Tavern - 18 tháng 8–21 tháng 8 - Quân miền Nam mất kiểm soát tuyến xe lửa về Petersburg.
- Trận Lovejoy's Station - 20 tháng 8 - Quân miền Nam đẩy lui cuộc tấn côngcủa Quân miền Bắc tại trạm xe lửa.
- Trận Memphis thứ nhì - 21 tháng 8 - Quân miền Nam tấn công giành được thắng lợi.
- Trận Mobile Bay - 23 tháng 8 - David Farragut chiếm hải cảng. Mệnh lệnh bất hủ: "Kệ xác ngư lôi, cứ phóng cho hết ga!".
- Trận Ream's Station thứ nhì - 25 tháng 8 - Tuyến phòng thủ của Quân miền Bắc bị Quân miền Nam phá tan.
- Trận Jonesborough - 31 tháng 8–1 tháng 9 - William J. Hardeethua to để mất thành phố Atlanta.
- Trận Winchester thứ ba - 19 tháng 9 - Sheridan đánh bại Early, nhiều tướng tá sĩ quan của cả hai phe tử trận hoặc bị thương.
- Trận Fisher's Hill - 21 tháng 9–22 tháng 9 - Quân miền Bắc tấn công trực diện và chiến thắng.
- Trận đồn Davidson - 27 tháng 9 - Quân miền Bắc đầu hàng, dâng đồn cho Quân miền Nam.
- Trận Chaffin's Farm - 29 tháng 9–30 tháng 9 - Quân miền Bắc chiến thắng, nhưng hkông chiến được các đồn quân sự chung quanh.
- Trận Peebles' Farm - 30 tháng 9–2 tháng 10 - Quân miền Bắc chiến thắng bên ngoài Petersburg.
- Trận Saltville - 1 tháng 10–3 tháng 10 - Quân miền Nam đánh bại đội kỵ binh da đen của Quân miền Bắc Black. Tù binh da đen bị thảm sát, chỉ huy miền Nam bị kết án tội ác chiến tranh.
- Trận Allatoona - 5 tháng 10 - Quân miền Bắc giữ được đồn quân sự.
- Trận Darbytown Road - 7 tháng 10 - Quân miền Nam phản công nhưng bị đẩy lui gần Richmond.
- Trận Tom's Brook - 9 tháng 10 - Kỵ binh Quân miền Bắc đánh bại Quân miền Nam.
- Trận Glasgow - 15 tháng 10 - Quân miền Bắc đầu hàng.
- Trận Lexington thứ nhì - 19 tháng 10 - Quân miền Bắc bị đánh đuổi ra khỏi thị trấn.
- Trận Cedar Creek - 19 tháng 10 - Sheridan đánh bại Early, đẩy quân miền Nam về thung lũng Shenandoah.
- Trận Little Blue River - 21 tháng 10 - Quân miền Nam chiến thắng tại Missouri.
- Trận Independence thứ nhì - 22 tháng 10 - Quân miền Bắc chiếm được thị trấn.
- Trận Byram's Ford - 22 tháng 10–23 tháng 10 - Quân miền Nam của Marmaduke bị đánh bại.
- Trận Westport - 23 tháng 10 - Quân miền Bắc thắng trận, giànhh quyền kiểm soát sông Missouri.
- Trận Marais des Cygnes - 25 tháng 10 - Tướng Sterling Price chỉ huy Quân miền Nam kéo vào Kansas.

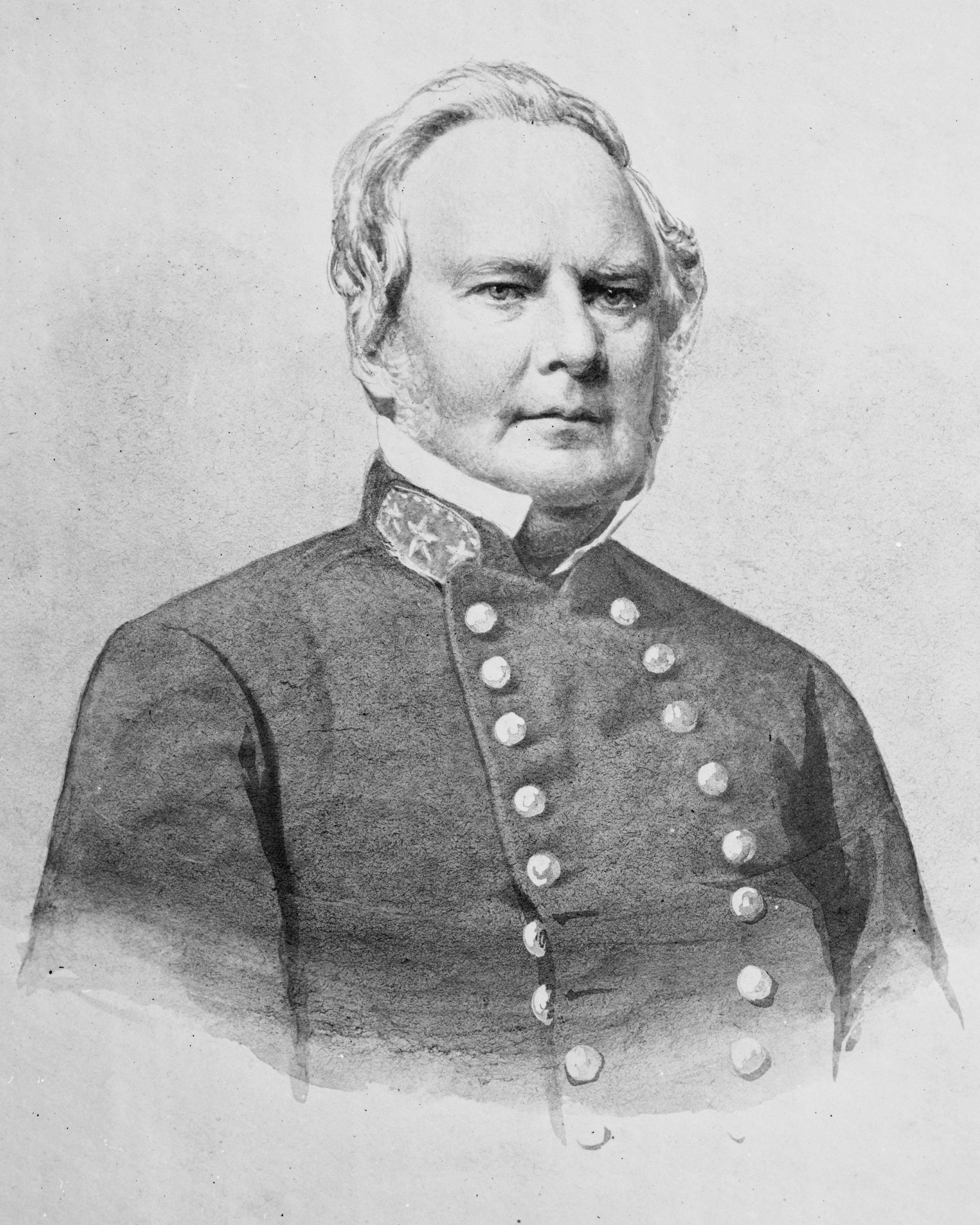
Sterling Price

- Trận Mine Creek - 25 tháng 10 - Price thua chạy về sông Missouri.
- Trận Marmiton River - 25 tháng 10 - Price bỏ chạy, Quân miền Bắc rượt đuổi.
- Trận Decatur - 26 tháng 10–29 tháng 10 - Quân miền Nam mở cuộc vượt sông nhưng bị ngăn chận không qua nổi.
- Trận Boydton Plank Road - 27 tháng 10–28 tháng 10 - Quân miền Bắc giành kiểm soát các tuếyn đượng trong tỉnh nhưgn sau đó bỏ cuộc và rút lui.
- Trận Newtonia thứ nhì - 28 tháng 10 - James G. Blunt đánh bại Joseph O. Shelby.
- Trận Johnsonville - 4 tháng 11–5 tháng 11 - Quân miền Nam pháo kích nhân lúc trại Quân miền Bắc bị cháy.
- Trận Bull's Gap - 11 tháng 11–13 tháng 11 - Quân miền Nam được chiến thắng nhỏ.
- Trận Columbia - 24 tháng 11 - Quân miền Nam dùng hư binh dụ địch.
- Trận Adobe Walls thứ nhất - 25 tháng 11 - Kit Carson chiến đấu chống lực lượng bộ lạc Kiowa.
- Trận Sand Creek - 29 tháng 11 - Kỵ binh Hoa Kỳ tàn sát dân bộ lạc Cheyenne và Arapaho.
- Trận Spring Hill - 29 tháng 11 - Quân miền Nam sơ hở để Quân miền Bắc lập dựng kịp căn cứ và kéo đến đánh trận Franklin.
- Trận Franklin thứ hai - 30 tháng 11 - Hood tấn công Thomas nhưng thua to. Cuộc tấn công của Pickett tại miền Tây.
- Trận Waynesboro - 4 tháng 12 - Kilpatrick chận Wheeler không cho tấn công Sherman.
- Trận Murfreesboro thứ ba - 5 tháng 12–7 tháng 12 - Quân miền Nam tấn công nhưng không thành.
- Trận đồn Fisher thứ nhất - 7 tháng 12–27 tháng 12 - Quân miền Bắc tấn công đồn quân sự nhưng không thành.
- Trận Nashville - 15 tháng 12–16 tháng 12 - Thomas tấn công và gần như tiêu diệt hoàn toàn Binh đoàn Tennessee của miền Nam.
- Trận Anthony's Hill - 24 tháng 12 - Forrest đẩy lui cuộc truy kích của miền Bắc sau trận Nashville.

### 1865
- Trận đồn Fisher thứ hai - 15 tháng 1 - Quân miền Bắc chiếm đồn quân sự.
- Trận Rivers' Bridge - 3 tháng 2 - Quân miền Bắc chiếm đoạt cầu giao thông.
- Trận Hatcher's Run - 5 tháng 2 - Quân miền Bắc tấn công bầt ngờ và chiến thắng.
- Trận Wilmington - 22 tháng 2 - Hải cảng sau cùng của quân miền Nam bị mất vào tay quân miền Bắc.
- Trận Waynesboro - 2 tháng 3 - Tàn quân miền Nam thuộc Binh đoàn Thung lũng bị tiêu diệt.
- Trận Natural Bridge - 6 tháng 3 - Quân miền Nam chiến thắng tại Florida giữ được Tallahassee.
- Trận Wyse Fork - 7 tháng 3 – 10 tháng 3 - Quân miền Nam tấn công nhưng bị pháo binh quân miền Bắc đẩy lùi.
- Trận Averasborough - 16 tháng 3 - Quân miền Bắc cùng quân miền Nam hỗn chiến bất phân thắng bại.
- Trận Bentonville - 19 tháng 3 – 21 tháng 3 - Sherman đánh bại quân miền Nam.
- Trận đồn Steadman - 25 tháng 3 - Lee đem quân ra đánh cố phá vòng vây.
- Trận Lewis's Farm - 29 tháng 3 - Quân miền Bắc chiếm đoạt dụng cụ khai phá của Quân miền Nam.
- Trận White Oak Road - 31 tháng 3 - Quân miền Nam do Richard H. Anderson chỉ huy thua to.
- Trận Dinwiddie Court House - 31 tháng 3 - George Pickett đánh bại Sheridan.
- Trận Five Forks - 1 tháng 4 - Sheridan đánh tan nát quân miền Nam. Đây là trận lớn sau cùng của Nội chiến Hoa Kỳ.
- Trận Selma - 2 tháng 4 - Wilson đánh bại Forrest.
- Trận Petersburg thứ ba - 2 tháng 4 - Grant đánh bại Lee.
- Trận Sutherland's Station - 2 tháng 4 - Tuyến tiếp vận của tướng Lee bị cắt đứt.
- Trận Namozine Church - 3 tháng 4 - Nhiều đơn vị quân miền Nam thua to, em trai của Custer lãnh huy chương anh dũng.
- Trận Sayler's Creek - 6 tháng 4 - Quân miền Bắc chiến thắng, Lee biết sắp thua.
- Trận High Bridge - 6 tháng 4 – 7 tháng 4 - Quân miền Bắc chận đánh khi tướng Lee đốt cầu và tìm tiếp vận. Tướng Grant kêu gọi tướng Lee đầu hàng, nhưng ông từ chối.
- Trận Cumberland Church - 7 tháng 4 - Quân miền Bắc tấn công hậu quân của quân miền Nam nhưng do trời tối nên không thành công.
- Trận đồn Spanish - 27 tháng 3 – 8 tháng 4 - Quân miền Bắc chiếm đoạt đồn quân sự gần Mobile.
- Trận Appomattox Station - 8 tháng 4 - Quân miền Bắc chận đánh không cho tướng Lee lấy tiếp vận.
- Trận đồn Blakely - 2 tháng 4 – 9 tháng 4 - Quân miền Bắc chiếm đoạt đồn bên ngoài Mobile.
- Trận Appomattox Court House - 9 tháng 4 - Lee bị vây khốn, phải chịu đầu hàng.
- Trận West Point - 16 tháng 4 - Quân miền Bắc chiến thắng.
- Trận Anderson - 1 tháng 5 - trận chiến lẻ tẻ.
- Trận Palmito Ranch - 12 tháng 5 – 13 tháng 5 - Quân miền Nam chiến thắng tại Texas trong trận đánh cuối cùng của Nội chiến.